# 學位教師教育證書課程
學位教師教育證書課程（Postgraduate Certificate in Education，缩写：PGCE）是英國一種專門為已有學士學位而未有受過教師培訓，但有志於加入基礎教育行列的人士所編製的課程。本課程等同於其他地區的學位教師教育文憑課程。